# Старая Белица (Урицкий сельсовет)
Старая Белица (бел. Стара́я Бе́ліца) — деревня в Урицком сельсовете Гомельского района Гомельской области Беларуси.

## География

### Расположение
В 12 км от железнодорожной станции Уза (на линии Жлобин — Гомель), 15 км на северо-запад от Гомеля.

### Гидрография
На севере и западе мелиоративные каналы, соединённые с рекой Беличанка (приток реки Уза).

## Транспортная сеть
Транспортные связи по просёлочной, затем автомобильной дороге Жлобин — Гомель. Планировка состоит из 2 прямолинейных меридиональных улиц, соединённых 2 краткими улицами почти широтной ориентации. Застройка двусторонняя, преимущественно деревянная, усадебного типа.

## История

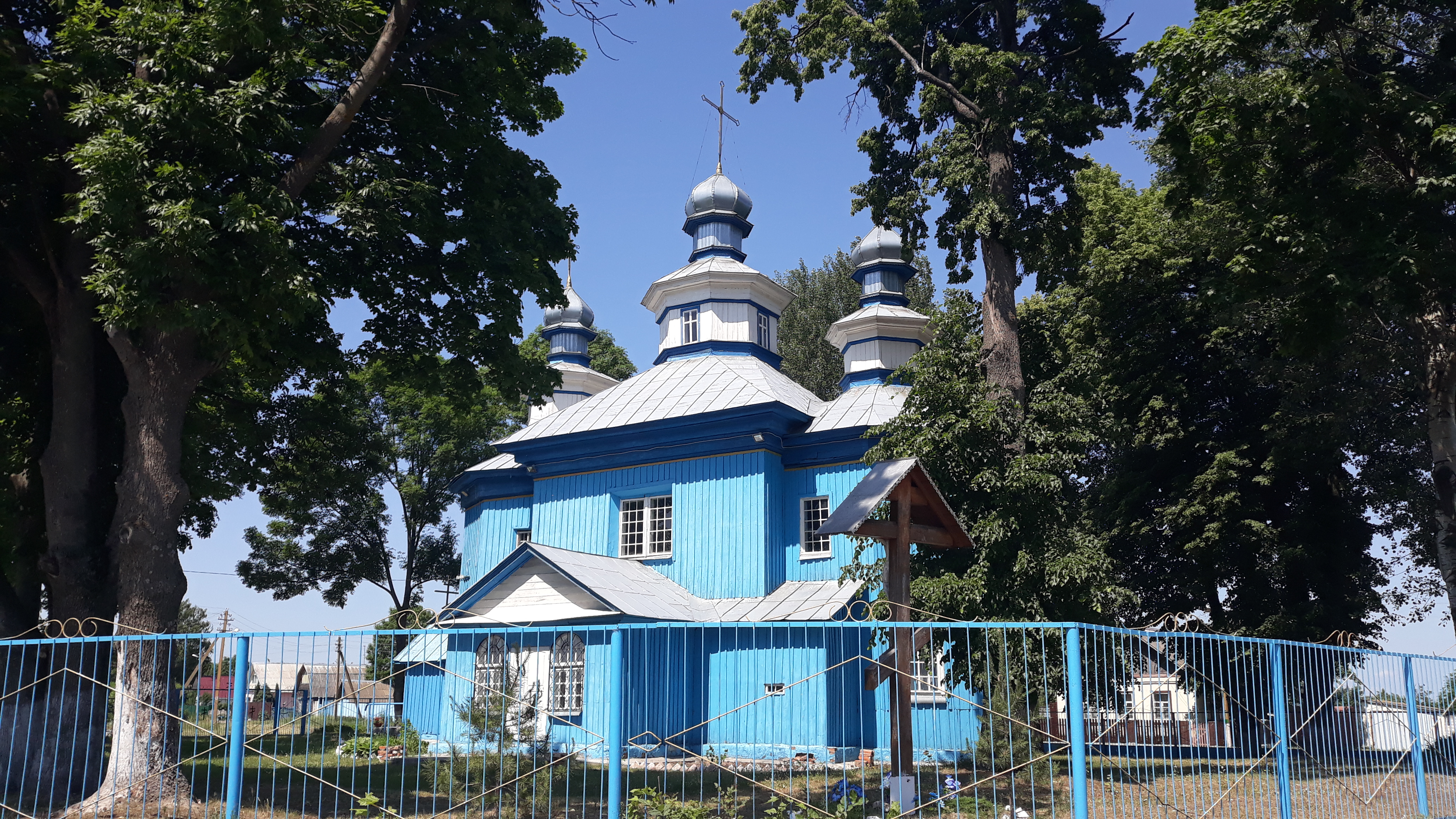
Николаевская церковь

Село Белица было основано на землях, издревле принадлежавших селу Волковичи. Своё название село получило от речки Белицы (Беличанки), левого притока Узы (сожский бассейн). Смысл названия речки (села) становится понятным при сопоставлении наименования Белица со словом бель «заболоченное место», «приречное угодье с обильной и сочной травой». В эпоху Киевской Руси вблизи нынешней Старой Белицы находилось одно из наиболее крупных поселений края, жители которого кормили не только себя и своих хозяев (бояр, воевод, князей), но и определённую часть населения древнего Гомия.
Выявленный и исследованный археологами курганный могильник, находившийся около деревни, свидетельствует о заселении этих мест с давних времён. По письменным источникам известна с XVI века как деревня Белица в Речицком повете Минского воеводства Великого княжества Литовского. В Литовской метрике обозначена в 1558 году как центр волости. Входила в состав владений Чарторыйских.
После 1-го раздела Речи Посполитой (1772 год) в составе Российской империи. В 1775 году село Белица была подарена фельдмаршалу Пётру Алексеевичу Румянцеву. Румянцев настойчиво требовал убрать уездную администрация из Гомеля. В 1777 году правительство сочло возможным удовлетворить эти требования, было принято решение о строительстве нового уездного центра. Но Пётр Александрович Румянцев не желал ждать окончания строительства уездного города, поэтому администрация вынуждена была уехать в том же 1777 году из Гомеля в село Белица, располагавшееся к северо-западу от Гомеля в 20 с лишним верстах. Фельдмаршал пожертвовал своим селом, отдал его для уездной администрации только ради того, чтобы быть полновластным хозяином в Гомеле.
22 марта 1777 года создан Белицкий повет, а Белица наделена статусом уездного города. В 1771 году построена Николаевская церковь, которая теперь является памятником деревянного зодчества с элементами стиля барокко. В 1778 году разработан план застройки уездного города.
16 августа 1781 года утверждён герб: щит с контуром реки на голубом нижнем поле и двуглавым царским орлом — на верхнем.
В 1783—1785 годах утверждён 2-й генеральный план уездного города. Но масштабного строительства не произошло, потому что город Белица, удалённый от больших дорог и крупных водных путей сообщения, не отвечал требованиям, предъявлявшимся к уездному городу. В 1785 году было принято решение правительства о расположении уездного центра в другом месте и изыскивания немалых средства для строительства уездного города на левом берегу реки Сож, напротив Гомеля, который имеет теперешнее название Новобелица (сейчас в границах Гомеля).
Построенный уездный город первоначально так и назывался — Белица. Лишь в обиходе для различения двух Белиц (приузовской и надсожской) употреблялись определения Старая и Новая, которые со временем узаконились. В конце XVIII века географический словарь Л.М. Максимовича фиксировал факт двух локализаций одного уездного центра (как бы двух частей одного города) в своеобразной форме множественного числа топонима — Белицы.
В 1791 году открыто первое в уезде народное училище (в 1889 году 50 учеников). С 1814 года работало небольшое кожевенное предприятие, в 1831 году открыто предприятие по производству сахара, в 1875 году — маслобойня. Вместо старого, в 1846 году, построено новое деревянное здание церкви. В 1885 году действовали церковь, винокурня, водяная мельница, 2 ветряные мельницы. Хозяин фольварка владел в 1878 году 755 десятинами земли. Согласно переписи 1897 года располагались: хлебозапасный магазин, круподробилка, лавка, кузница, трактир и 2 усадьбы. В 1909 году в Телешской волости Гомельского уезда Могилёвской губернии.
С 8 декабря 1926 года центр Старобелицкого сельсовета Уваровичского, с 17 апреля 1962 года Гомельского района Гомельского округа (до 26 июля 1930 года), с 20 февраля 1938 года Гомельской области.
Действовали начальная школа, почтовое отделение, лавка. В 1920-х годах в бывших фольварках создан совхоз «Старая Белица». В 1929 году организован колхоз «Красная Белица», работали хлебопекарня и 2 ветряные мельницы.
Во время Великой Отечественной войны каратели убили 12 жителей. На фронтах и в партизанской борьбе погибли 123 жителя, память о них увековечивают скульптура солдата и стела, установленные в 1971 году в центре деревни. В 1976 году в деревню переселились жители посёлков Пабеда и Ясная Поляна. В составе колхоза имени М.С. Урицкого (центр — деревня Урицкое). Расположены 9-летняя школа, Дом культуры, библиотека, фельдшерско-акушерский пункт, ветеринарный участок, отделение связи, магазин.
В состав Старобелицкого сельсовета до 1976 года входили посёлки Победа, Ясная Поляна, до 1987 года Калинин (не существуют).
До 31 октября 2006 года центр Старобелицкого сельсовета.

## Население

### Численность
- 2004 год — 159 хозяйств, 418 жителей

### Динамика
- 1826 год — 362 жителя
- 1885 год — 110 дворов, 664 жителя
- 1897 год — 132 двора, 917 жителей; в 2 усадьбах 8 дворов, 59 жителей (согласно переписи)
- 1909 год — 148 дворов 999 жителей
- 1959 год — 545 жителей (согласно переписи)
- 2004 год — 159 хозяйств, 418 жителей

## Достопримечательность
- Николаевская церковь (первая половина XVIII века) —  Историко-культурная ценность Республики Беларусь, шифр 312Г000223.
- Памятник землякам, погибшим в Великой Отечественной войне.

## Галерея

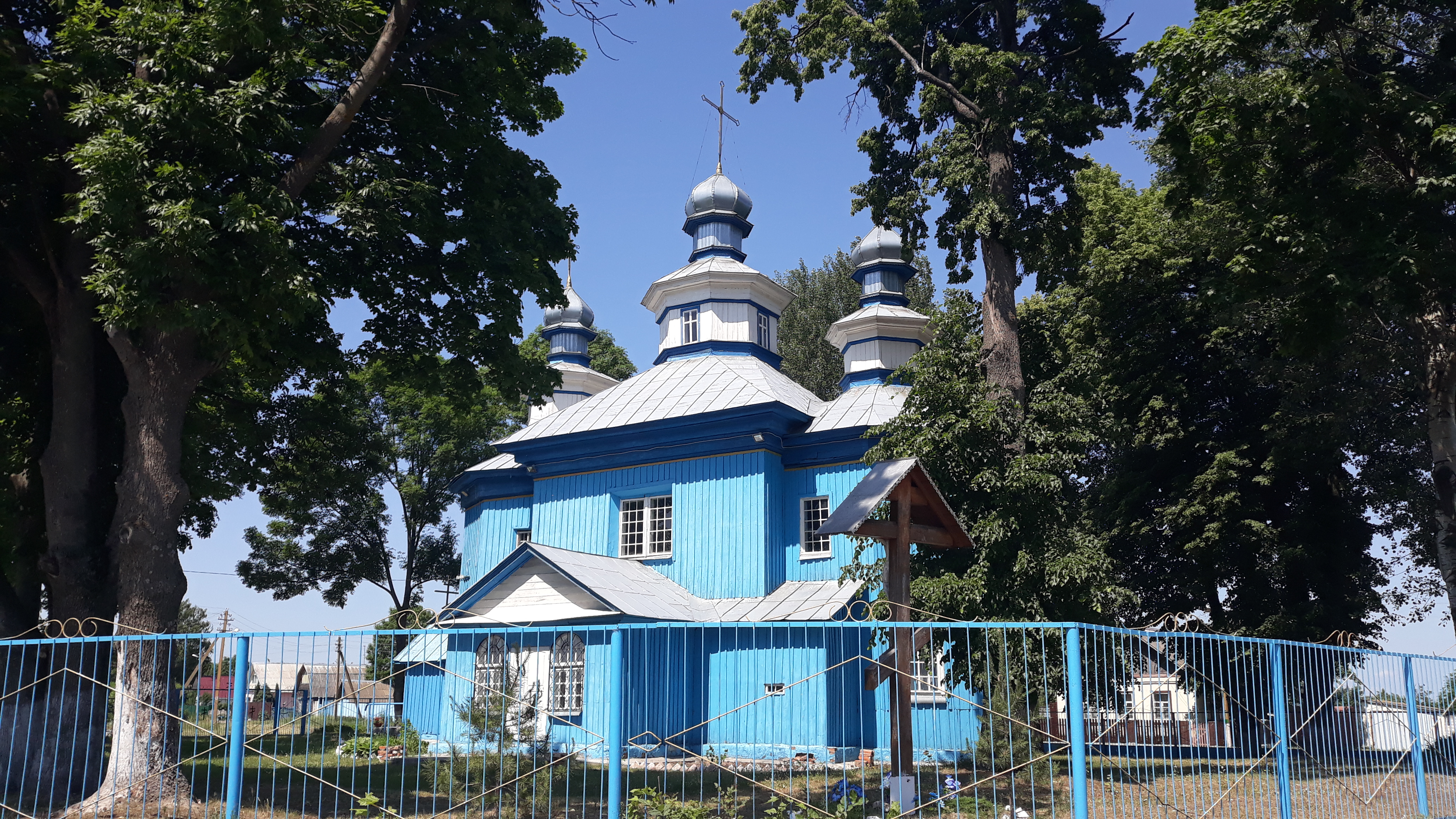
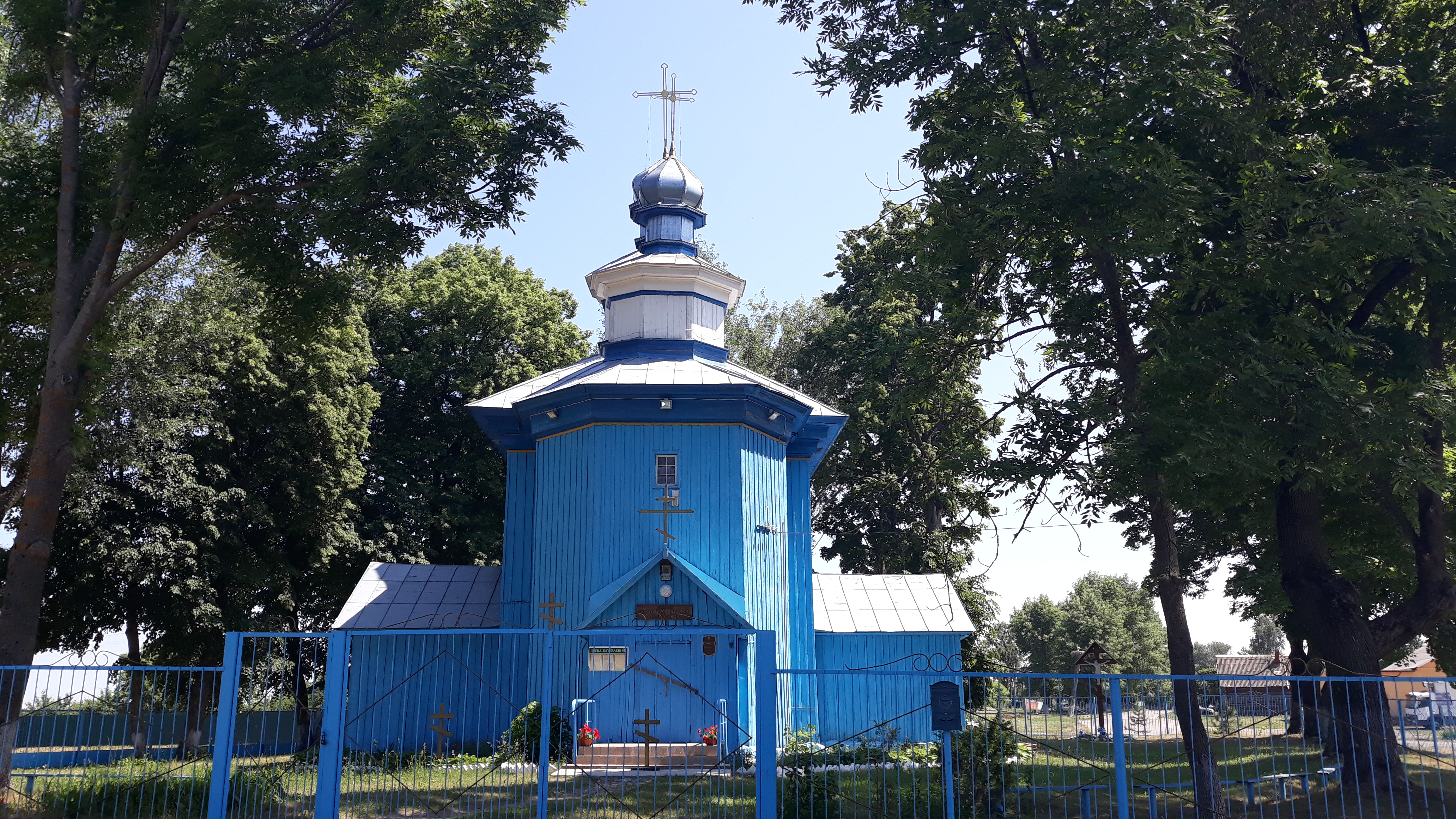
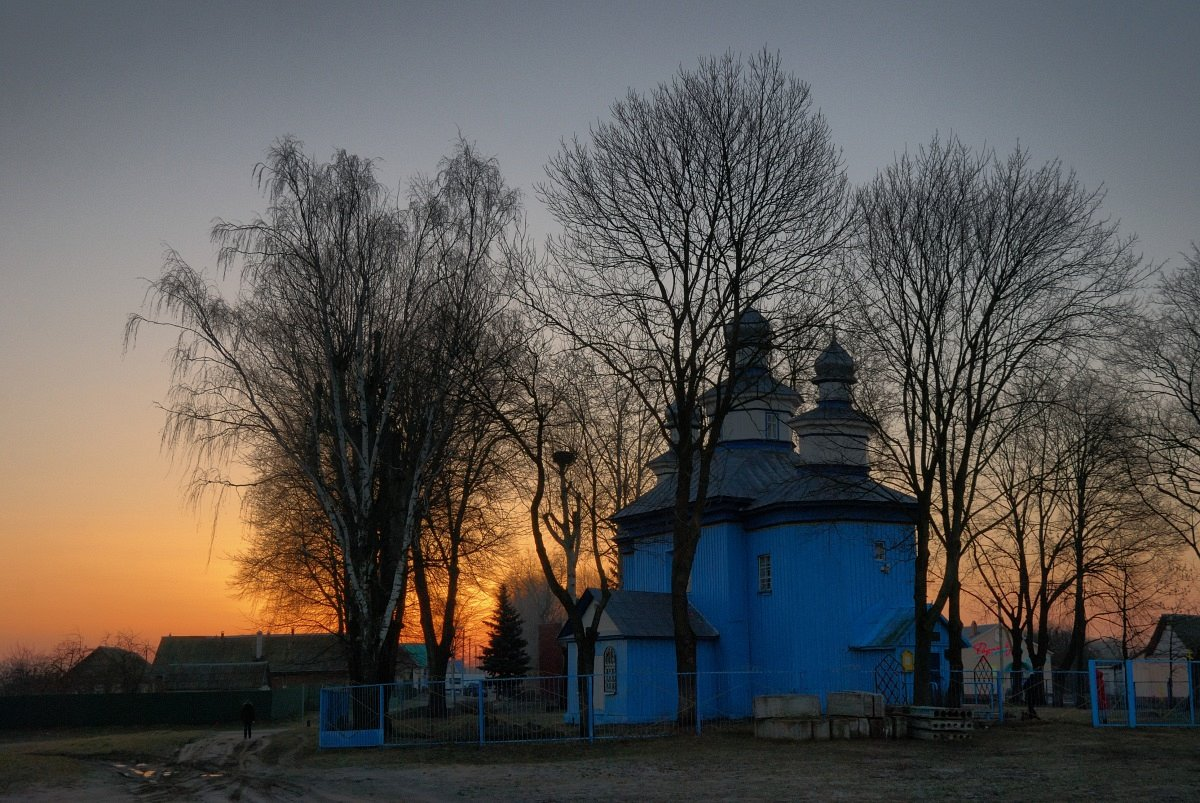
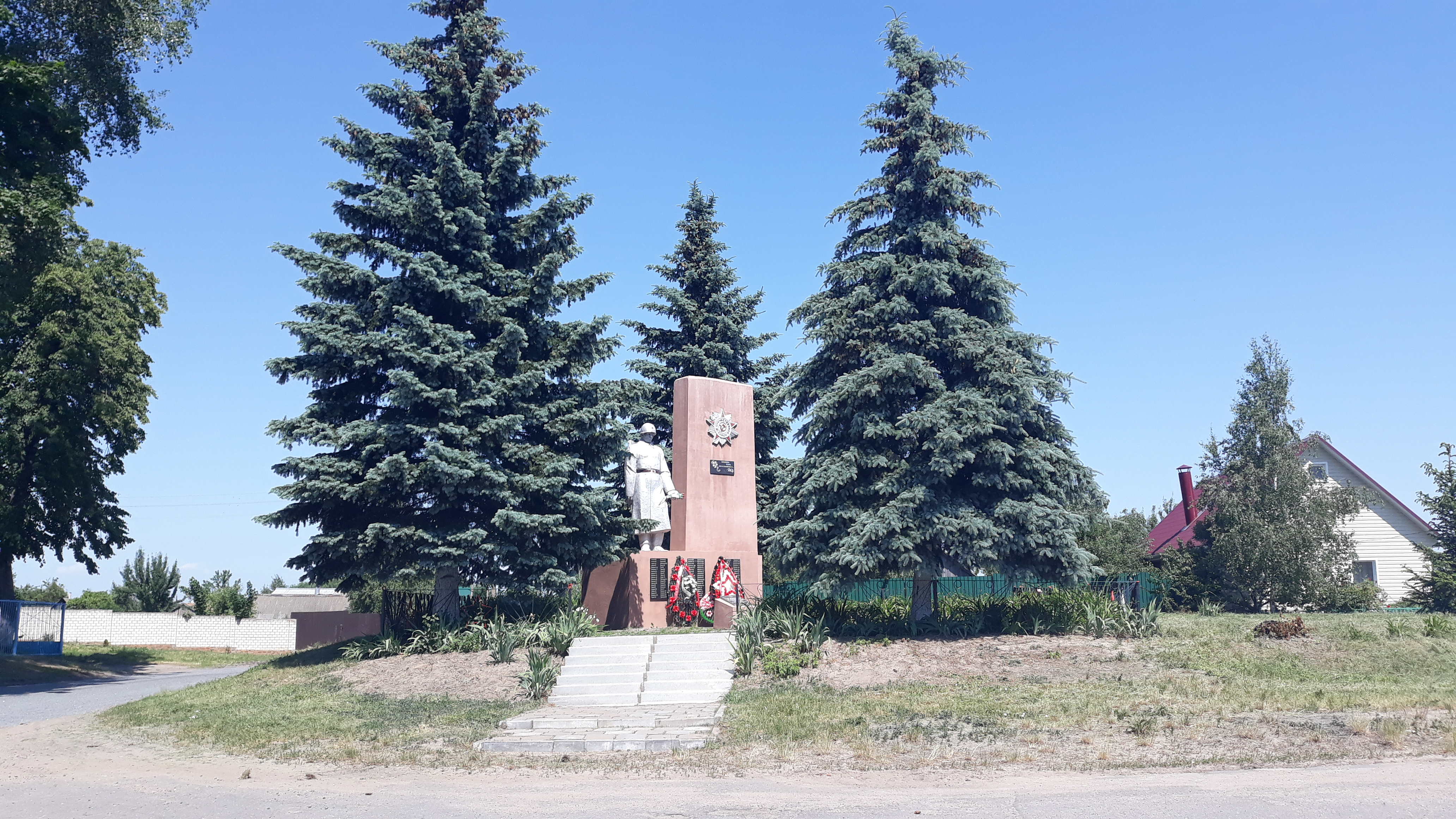
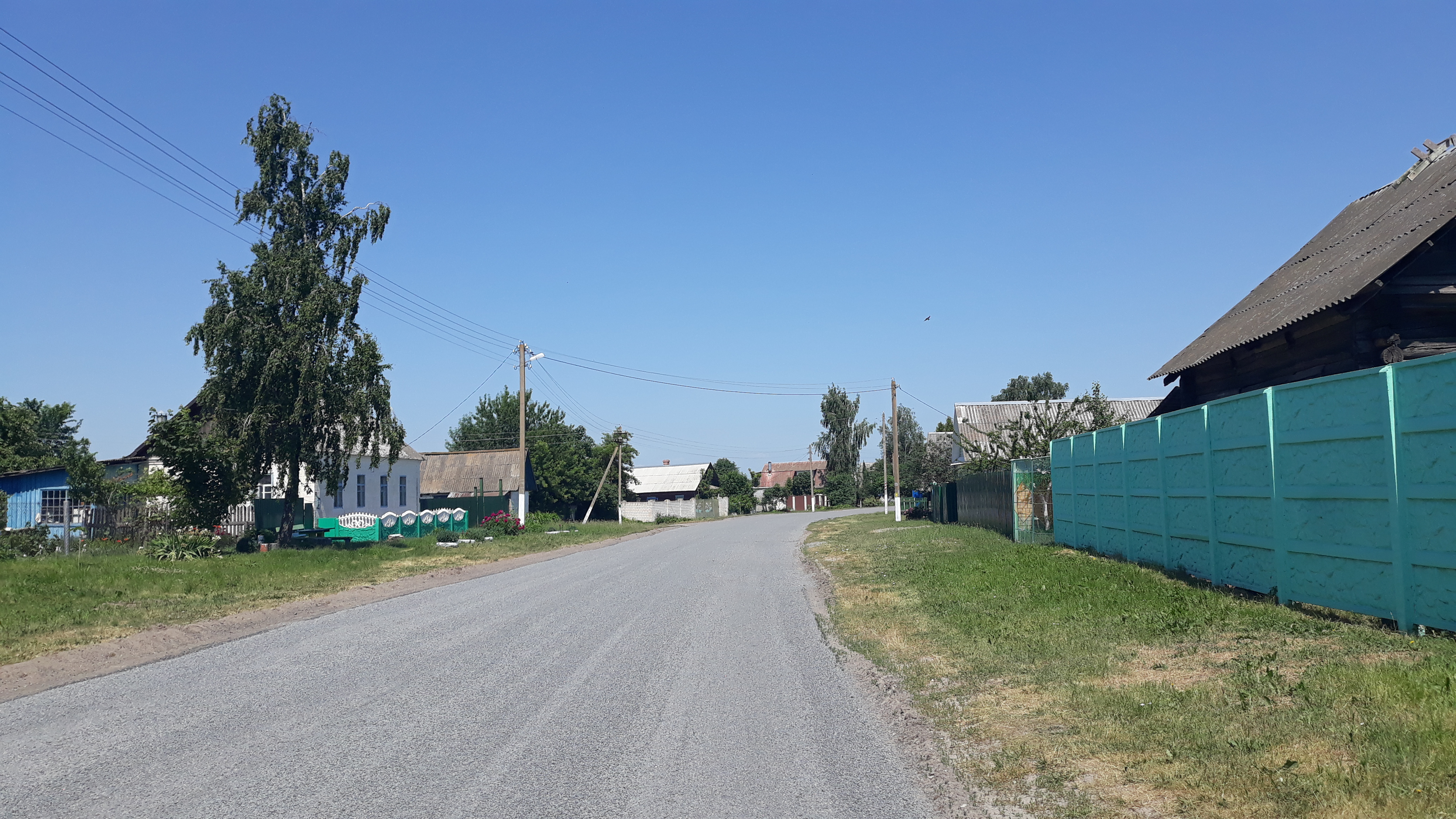
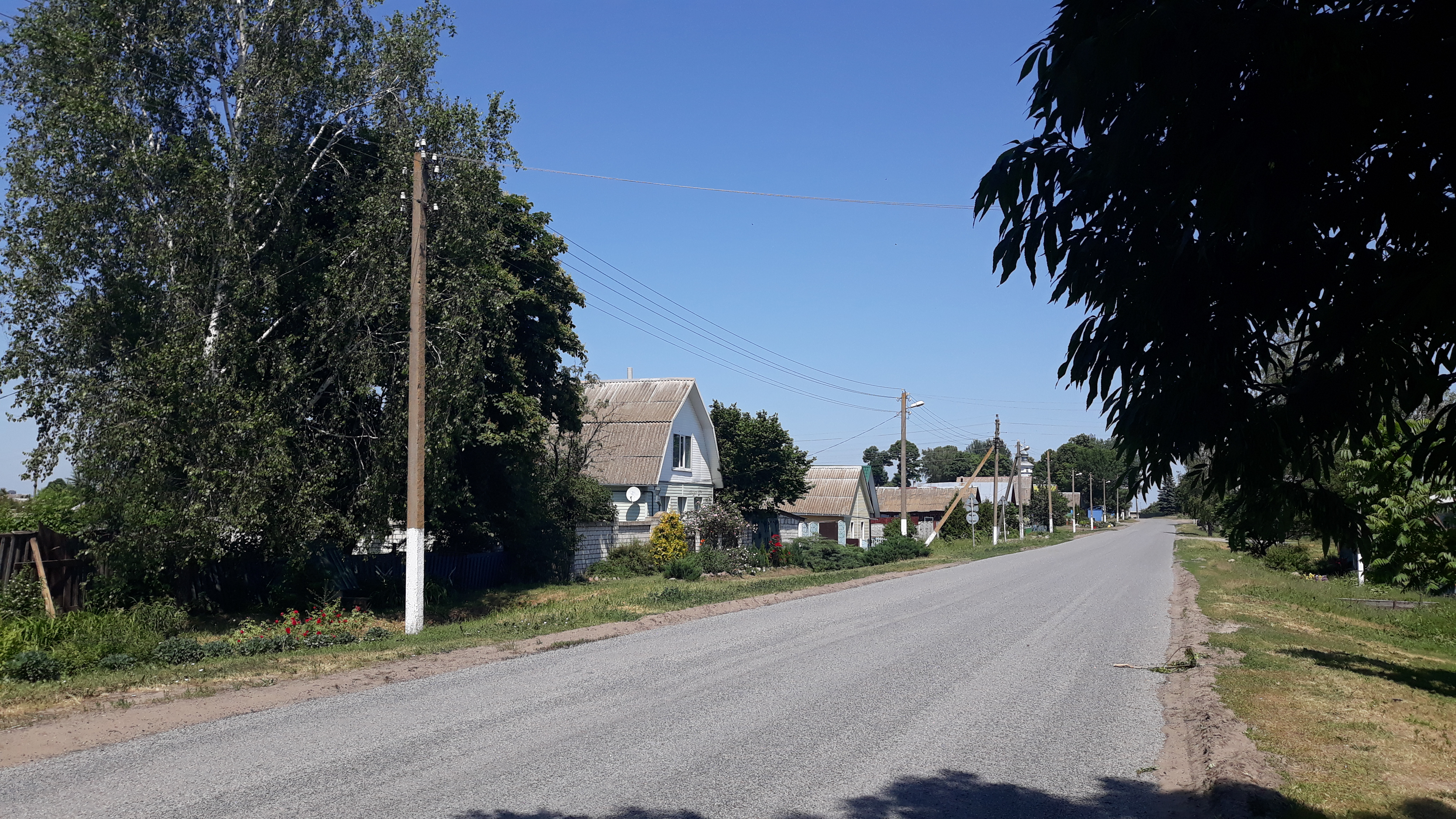

## Известные уроженцы
- Г.В. Штыхов — доктор исторических наук, профессор.
- Е.Е. Вишневская — доктор медицинских наук, профессор, действительный член Петровской академии наук и искусств.